# Kheyrak
Kheyrak (persiska: خیرك) är en ort i Iran.   Den ligger i provinsen Bushehr, i den centrala delen av landet, 700 km söder om huvudstaden Teheran. Kheyrak ligger 987 meter över havet och antalet invånare är 167.
Terrängen runt Kheyrak är kuperad, och sluttar västerut. Runt Kheyrak är det ganska glesbefolkat, med 43 invånare per kvadratkilometer. Närmaste större samhälle är Tang-e Eram, 13,8 km sydväst om Kheyrak. Omgivningarna runt Kheyrak är i huvudsak ett öppet busklandskap.